# Cobbtown (Florida)
Cobbtown ist  ein census-designated place (CDP) im Santa Rosa County im US-Bundesstaat Florida mit 78 Einwohnern (Stand: 2020). 

## Geographie
Cobbtown liegt rund 30 km nördlich von Milton sowie etwa 60 km nördlich von Pensacola. 

## Demographische Daten
Laut der Volkszählung 2010 verteilten sich die damaligen 67 Einwohner auf 38 Haushalte. 100,0 % der Bevölkerung bezeichneten sich als Weiße. 
Im Jahr 2010 lebten in 22,6 % aller Haushalte Kinder unter 18 Jahren sowie 32,3 % aller Haushalte Personen mit mindestens 65 Jahren. 61,3 % der Haushalte waren Familienhaushalte (bestehend aus verheirateten Paaren mit oder ohne Nachkommen bzw. einem Elternteil mit Nachkomme). Die durchschnittliche Größe eines Haushalts lag bei 2,16 Personen und die durchschnittliche Familiengröße bei 2,89 Personen.
21,0 % der Bevölkerung waren jünger als 20 Jahre, 22,5 % waren 20 bis 39 Jahre alt, 27,0 % waren 40 bis 59 Jahre alt und 30,0 % waren mindestens 60 Jahre alt. Das mittlere Alter betrug 46 Jahre. 53,7 % der Bevölkerung waren männlich und 46,3 % weiblich.
Das durchschnittliche Jahreseinkommen lag bei 47.500 $, dabei lebte niemand unter der Armutsgrenze.